# 하산 나스랄라
사이이드 하산 나스랄라(아랍어: حسن نصر الله, 아랍어 발음: [ħasan nasˤrɑɫɫɑh], 문화어: 쉐이크 하싼 나스랄라흐, 1960년 8월 31일~2024년 9월 27일)는 레바논의 정치인으로 레바논 정치 조직이자 준군사 조직인 헤즈볼라의 세 번째 사무총장이다. 나스랄라는 1992년 이스라엘이 아바스 알무사위를 암살한 이후부터 헤즈볼라의 지도자가 되었다. 2024년 9월 27일 이스라엘 방위군이 단행한 헤즈볼라 본부에 대한 폭격으로 사망했다.

## 개인사
하산 나스랄라는 1960년 8월 31일에 베이루트의 동쪽 교외 마튼 지구, 부르즈 하무드에서 10 명의 아이 중 9번째로 태어났다.

## 같이 보기
- 알리 하메네이